# وزارت دفاع فنلاند
وزارت دفاع فنلاند (به فنلاندی: puolustusministeriö) یکی از دوازده وزارتخانه‌های کابینه دولت فنلاند می‌باشد که توسط وزیر دفاع اداره می‌شود. . این وزارت مسئولیت سیاست‌های تدافعی ملی، امنیت ملی و همکاری‌های بین‌المللی در زمینه دفاعی را بر عهده دارد. این وزارتخانه به عنوان پیوندی بین دولت و نیروهای دفاعی عمل می‌کند. دولت نیروهای دفاعی را از طریق وزارت دفاع کنترل می‌کند و نیازهای نیروهای دفاعی از طریق وزارت مورد توجه دولت قرار می‌گیرد.